# Krasnopartizánskoye
Krasnopartizánskoye (del ruso: Краснопартизанское) es un selo del raión de Pávlovskaya del krai de Krasnodar, en Rusia. Está situado en la orilla izquierda del río Tijonkaya, afluente del río Chelbas, 7 km al sur de Pávlovskaya y 127 km al nordeste de Krasnodar, la capital del krai. Tenía 1 012 habitantes en 2010.
Pertenece al municipio Pávlovskoye.

## Transporte
Por la localidad pasa la carretera federal M4 Don.